# Silvija Germanova
Silvija Georgieva Germanova (in bulgaro Силвия Георгиева Германова?; Goce Delčev, 19 luglio 1959) è un'ex cestista bulgara.

## Carriera
Con la Bulgaria ha disputato i Giochi olimpici di Mosca 1980, due edizioni dei Campionati mondiali (1983, 1986) e tre dei Campionati europei (1980, 1981, 1985).